# Пятково (Кемеровская область)
Пятково — деревня в Юргинском районе Кемеровской области России. Входит в состав Тальского сельского поселения.

## География
Деревня находится в северо-западной части области, на левом берегу реки Томь, вблизи места впадения в неё реки Пятковой, на расстоянии примерно 10 километров (по прямой) к северу от районного центра города Юрга. 
Абсолютная высота — 97 метров над уровнем моря.
Часовой пояс
Деревня Пятково, как и вся Кемеровская область, находится в часовой зоне МСК+4. Смещение применяемого времени относительно UTC составляет +7:00.

## История
Деревня Пятково образовалась в 1624 году и была названа в честь первого жителя. Как и во многих деревнях, в довоенные годы, в деревне Пятково была изба - читальня, местоположение которой не известно.
В «Списке населенных мест Российской империи» 1868 года издания населённый пункт упомянут как заводская деревня Пяткова Томского округа (2-го участка) при реке Томи и речке Пятковой, расположенная в 80 верстах от окружного центра Томска. В деревне имелось 17 дворов и проживало 228 человек (35 мужчин и 51 женщина).
В 1911 году в деревне, входившей в состав Тутальской волости Томского уезда, имелось 40 дворов и проживало 316 человек (125 мужчин и 191 женщина). Действовала мелочная лавка.
По данным 1926 года имелось 73 хозяйства и проживало 384 человека (в основном — русские). В административном отношении деревня являлась центром Пятковского сельсовета Юргинского района Томского округа Сибирского края.
В послевоенные годы в деревне была небольшая библиотека. Она находилась  в старом здании бывшей начальной школы. Здание было расположено по улице Набережной. С одной стороны была библиотека, а с другой квартира для учителей. Библиотека считалась колхозной.
В 1954 году рядом с деревней было начато строительство железной дороги. Появились вагончики, в которых жили строители. В одном из таких вагончиков стала действовать передвижная библиотека. Книги доставлялись из г. Тайга.
во время великой отечественной войны в этот период на фронт было призвано 114 человек, из них вернулись живыми 71 земляк, погибло 43. В память войнам землякам установили Обелиск воинам-землякам, погибшим в годы Великой Отечественной войны на улице  Набережная, 5.
В 1960 году  был открыт клуб, сюда же переехала и колхозная библиотека. Фонд формировался от сельской администрации. В этом здании библиотека находилась до 1976 года, а затем переехала в новый клуб.
Сегодня библиотека выполняет не только информационную функцию, но и становится душой и сердцем местного сообщества.

## Население
| 2010 |
| ---- |
| 686  |

Половой состав
По данным Всероссийской переписи населения 2010 года в гендерной структуре населения мужчины составляли (56.62%) женщины — соответственно (43.38%)
Национальный состав
Согласно результатам переписи 2002 года, в национальной структуре населения русские составляли 95 % из 655 чел.

## Улицы
Уличная сеть деревни состоит из семи улиц.
-Зеленая.
-Молодежная. 
-Набережная. 
-Новая. 
-Российская.
-Солдатская.
-Центральная.